# Velika Varnica
Velika Varnica – wieś w Słowenii, w gminie Videm. W 2018 roku liczyła 193 mieszkańców.